# الوه میر
الوه میر (انگلیسی: Alvah Meyer؛ ۱۸ ژوئیه ۱۸۸۸ – December 19, 1939 (aged 51)) ورزشکار دو و میدانی اهل ایالات متحده آمریکا بود.
وی در مسابقات کشوری و بین‌المللی در مجموع برندهٔ ۱ مدال نقره شده‌است.